# Berberis jaunsarensis
Berberis jaunsarensis är en berberisväxtart som först beskrevs av Ahrendt, och fick sitt nu gällande namn av J. E. Laferriere. Berberis jaunsarensis ingår i släktet berberisar, och familjen berberisväxter. Inga underarter finns listade i Catalogue of Life.